# (682) Hagar
(682) Hagar (1909 HA) – planetoida z pasa głównego asteroid.

## Odkrycie
Została odkryta 17 czerwca 1909 roku w Landessternwarte Heidelberg-Königstuhl w Heidelbergu przez Augusta Kopffa. Nazwa planetoidy pochodzi od biblijnej Hagar, nałożnicy Abrahama.

## Orbita
(682) Hagar okrąża Słońce w ciągu 4 lat i 118 dni w średniej odległości 2,65 j.a. Planetoida należy do rodziny planetoidy Eunomia.